# Дудкин, Олег Борисович
Оле́г Бори́сович Ду́дкин (1931—2013) — учёный-геолог, геохимик, лауреат премии имени А. Е. Ферсмана (1983).

## Биография
Родился 14 октября 1931 года.
В 1954 году — окончил геологический факультет Уральского государственного университета, после чего всю жизнь работал в Геологическом институте КНЦ РАН.
В 1963 году — защитил кандидатскую диссертацию, тема: «Редкие земли и стронций апатита Хибинских месторождений».
В 1979 году — защитил докторскую диссертацию, тема: «Апатит и апатитоносность щелочных массивов».
С 1982 года — заведующий лабораторией металлогении щелочных массивов, с 2002 года — главный научный сотрудник.
Умер 8 июля 2013 года.

## Научная деятельность
Научные изыскания посвятил изучению геологии и минералогии Кольского региона. Исследовал минералогию Хибинских апатитовых месторождений, геохимию и процессы формирования месторождений фосфора в щелочных породах и карбонатитах.
Занимался анализом рудоносности Сыннырского калиевого щелочного массива (Северное Прибайкалье), исследовал карбонатиты Хибин, проводил сравнительное изучение карбонатитовых массивов Сокли (Финляндия), Ковдорского, Вуориярви и Озерной Вараки (Кольский регион), проделал большую работу по обобщению информации о щелочных массивах и карбонатитах восточной части Балтийского щита.
Особое внимание уделял анализу условий формирования месторождений рудного и нерудного сырья в ходе становления щелочных плутонов и теоретическому обоснованию принципов общей методологии технологической минералогии на примере месторождений щелочных массивов.
В последние годы работал над общим металлогеническом анализом Кольской щелочной провинции, геохимии эндогенных месторождений фосфора, на проблеме безопасного хранения и использования отходов обогащения минерального сырья, провел анализ экологической безопасности хранения складируемых отходов после обогащения апатитовых руд и оценил их возможное влияние на экосистемы.
Автор более 120 научных работ, являлся профессором АФ МГТУ.

## Публикации
- Геохимия и закономерности концентрации фосфора в щелочных массивах Кольского полуострова. — Л., 1977
- Карбонатиты Хибин. — Апатиты, 1984
- Технологическая минералогия комплексного сырья. — Апатиты, 1996
- Кольский регион как эталон металлогении щелочного магматизма. — Апатиты, 2002
- Гигантские концентрации фосфора в Хибинах. — М., 1993.

## Награды
- Орден Дружбы народов (1980)
- Орден Почёта (21.09.2002)
- Премия Совета Министров СССР (1981)
- Премия имени А. Е. Ферсмана (совместно с Б. Е. Боруцким, за 1983 год) — за двухтомную монографию «Минералогия Хибинского массива» (том I — «Магматизм и постмагматические преобразования»; том II — «Минералы»)